# Акатено
Акатено (исп. Acateno) — муниципалитет в Мексике, входит в штат Пуэбла. Население — 9170 человек (на 2020 год).

## История
Муниципалитет Акатено, расположенный в северо-восточной части штата Пуэбла, Мексика, имеет богатую историю, уходящую корнями в доиспанские времена. Его территория исторически была заселена народами тотонаков и науа, которые позже оказались под властью Тройственного союза (Теночтитлан-Тескоко-Тлакопан) в XV веке. Эти народы оставили археологические следы, включая руины пирамид в районе Хилиапа и наскальные рисунки в пещерах, которые сохранились до наших дней.